# Jean Colombe
Pour les articles homonymes, voir Colombe (homonymie).
Jean Colombe est un enlumineur français, né à Bourges vers 1430, mort en 1493. Il est frère du sculpteur Michel Colombe.

## Biographie
Plusieurs documents d'archives nous renseignent sur la vie de Jean Colombe. Il est fils de Philippe Colombe, sculpteur, et d'une Guillemette. Il est le frère aîné d'un autre sculpteur, Michel Colombe. Il épouse une dénommée Colette et fonde une dynastie d'enlumineurs dont son fils  Philibert Colombe, mort en 1505, et son petit-fils François Colombe, actif au début du XVIe siècle. Peut-être originaire de Sens (Yonne), la famille Colombe s'installe à Bourges au XIIe siècle. 
En 1463, Jean Colombe vit chez Clément Thibault, « escripvain de forme » (c'est-à-dire calligraphe). Il y apprend peut-être l'enluminure. En 1467, il est marié et fait construire une maison à Bourges. Il travaille d'abord pour la bourgeoisie et le clergé berruyers puis élargit sa clientèle à l'aristocratie et à la cour de France. Il travaille ainsi pour Anne de France et Louis de Laval, son principal client. C'est sans doute Charlotte de Savoie, femme de Louis XI, qui le recommande à son neveu Charles Ier de Savoie. Ce dernier en fait son peintre officiel en 1486, après l'achèvement des Très Riches Heures du duc de Berry.
Jean Colombe décède en 1493. Après sa mort, l'enluminure se poursuit à Bourges non seulement dans son atelier mais aussi chez plusieurs artistes tels  Jean et Jacquelin de Montluçon, le Maître de Spencer 6 ou le Maître de Monypenny.

## Œuvres

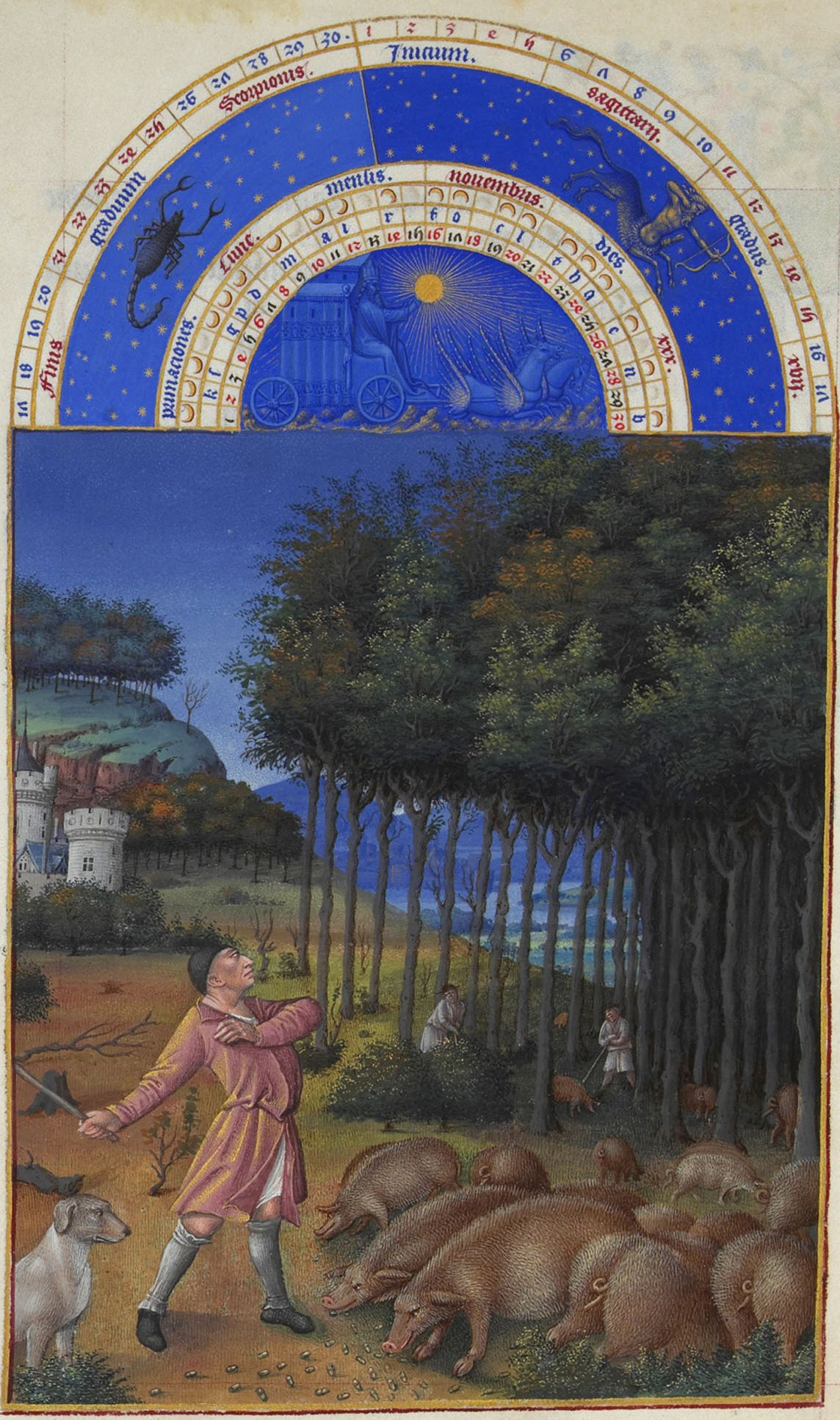
Novembre, Les Très Riches Heures du duc de Berry, musée Condé, Chantilly, Ms. 65

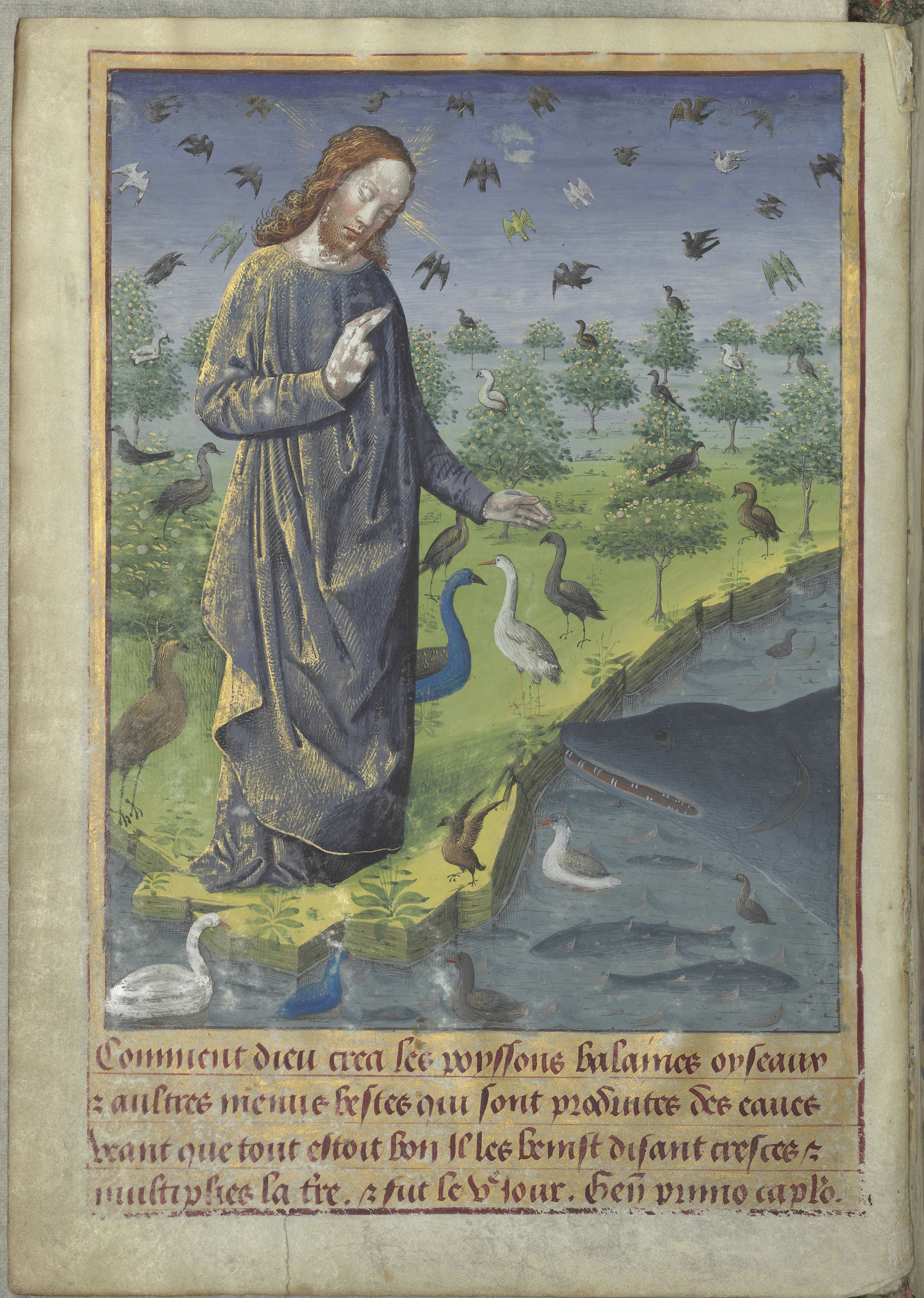
Dieu créateur des poissons et des oiseaux, Heures de Louis de Laval, f. 4v.

- 1460-1465 : Pontifical et missel de Jean Cœur, 23 lettrines historiées, Morgan Library and Museum, New York, G.49[1]
- 1464 : Bréviaire de Pierre Milet, Bibliothèque d'État de Berlin, Ms. Theol. Lat. q. 6 ;
- 1465-1470 : Le Christ devant Pilate, miniature extraite d'un Livre d'heures, Paris, musée du Louvre, RF 54.717 ;
- 1465-1470 : Livre d'heures à l'usage d'Angers, 30 grandes miniatures et 24 miniatures marginales de calendrier, en collaboration avec un suiveur du Maître de Jouvenel, Morgan Library, M.248[2]
- vers 1465 ou 1470-1485 : Heures de Jean Robertet commencées par Jean Fouquet, New York, Pierpont Morgan Library, M. 834[3] ;
- vers 1468-1470 puis 1470-1475 : Heures dites de Bureau, à l'usage de Paris, 232 folios, 37 grandes miniatures et 374 miniatures marginales latérales, passées en vente à Drouot (Auction Art) le 14 novembre 2023 (lot 88)[4]
- 1470-1475 puis 1480-1485 : Heures de Louis de Laval en collaboration avec le Maître du Missel de Yale, Paris, Bibliothèque nationale de France, Lat. 920 ;
- 1470-1475 : Missel en français en collaboration avec le Maître du Missel de Yale, université Yale, Bibliothèque Beinecke, Ms. 425 ;
- 1470-1480 : Heures de Guyot Le Peley, Troyes, Médiathèque, Ms. 3.901[5] ;
- vers 1472 : Histoire des faits des neuf Preux et des neuf Preuses de Sébastien Mamerot en collaboration avec le Maître du Missel de Yale, Vienne, Bibliothèque nationale d'Autriche, Cod. 2.577 ;
- 1473 : Heures d'Anne de France, 107 miniatures et 24 miniatures marginales de calendrier, attribuées au maître et à son atelier, Morgan Library, M.677[6]
- 1473-1474 : Passages d'outremer rédigés par Sébastien Mamerot pour Louis de Laval, Paris, Bibliothèque nationale de France, Fr. 5.594[7],[8] ;
- 1477 : Consolation de philosophie par Boèce, Londres, British Library, Harley 4.336 (vol. 2, folio 1v) ;
- 1480 : livre d'heures à l'usage de Bourges, 38 miniatures du maître et de son atelier, Morgan Library, M.330[9]
- 1477 : Consolation de philosophie par Boèce, Londres, British Library, Harley 4.336 (vol. 2, folio 1v) ;
- 1480-1485 : Heures à l'usage de Rome, Bibliothèque municipale de Besançon, Ms. 148[10] ;
- 1480-1485 : Heures de Renée de Bourbon-Vendôme (fille de Jean VIII de Bourbon-Vendôme), 107 folios, 31 grandes miniatures et 35 petites, en collaboration avec Jean Raoul de Montluçon et 2 autres collaborateurs anonymes, passées en vente chez Artcurial le 28 mars 2023 (lot 19)[11]
- 1480-1490 : heures de Jules II, 18 miniatures attribuées à l'atelier, musée Condé, Ms.78[12]
- Après 1485 : missel franciscain, 4 miniatures pleine page et nombreuses miniatures marginales, attribuées au maitre et à Jean et Jacquelin de Montluçon et le Maître du Romuléon, Bibliothèque municipale de Lyon, Ms.514[13]
- 1485-1486 : Très Riches Heures du duc de Berry commencées par les Frères Limbourg, achevées pour Charles Ier de Savoie, Chantilly, musée Condé, Ms. 65 ;
- 1486-1490 : Apocalypse figurée des ducs de Savoie commencée par Jean Bapteur, achevée pour Charles Ier de Savoie, Bibliothèque royale de l'Escurial, E. vit. 5 ;
- 1490 : Romuleon de Benvenuto da Imola traduit par Sébastien Mamerot pour Louis Malet de Graville, Paris, Bibliothèque nationale de France, Fr. 364 ;
- 1490 : Heures à l'usage de Bourges, 9 miniatures et 6 lettrines historiées (atelier), Musée historique et archéologique de l'Orléanais, A5827[14]
- Saint Jean Évangéliste, miniature extraite d'un Livre d'heures, Paris, musée du Louvre, RF 29.086.
- Pontifical romain, 4 miniatures (atelier), Bibliothèque de Lyon, Ms.5144[15]